# Филиповићи (Фоча)
Филиповићи је насељено мјесто у општини Фоча, Република Српска, БиХ. Дејтонским споразумом ово место је ентитетски подељено, тако да део насеља припада општини Фоча у Републици Српској, док остатак улази у састав општине Фоча-Устиколина у Федерацији Босне и Херцеговине.

## Становништво
Према попису становништва из 2013. године у насељу је живјело свега 46 становника.
| Националност | 2013. | 1991.        | 1981.        | 1971.        | 1961. | 1953. | 1948. |
| Муслимани    | –     | 224 (93,13%) | 222 (88,10%) | 212 (83,79%) | –     | –     | –     |
| Срби         | –     | 18 (6,870%)  | 29 (11,51%)  | 40 (15,81%)  | –     | –     | –     |
| Југословени  | –     | –            | 1 (0,397%)   | 1 (0,395%)   | –     | –     | –     |
| Укупно       | 46    | 262          | 252          | 253          | –     | –     | –     |

| Демографија | Демографија | Демографија |
| Година      | Становника  | Становника  |
| ----------- | ----------- | ----------- |
| 1971.       | 253         |             |
| 1981.       | 252         |             |
| 1991.       | 262         |             |
| 2013.       | 46          |             |